# Aeropuerto de Island Lake

El Aeropuerto de Island Lake (del inglés: Island Lake Airport) (IATA: YIV, OACI: CYIV) está ubicado a 5 MN (9,3 km; 5,8 mi) al  noroeste de Island Lake, Manitoba, Canadá.

## Aerolíneas y destinos
- Perimeter Airlines
  - Winnipeg / Aeropuerto Internacional de Winnipeg-Armstrong